# 恋のジェリーフィッシュ
「恋のジェリーフィッシュ」は、吉川晃司が2003年7月9日にリリースした31枚目のシングル。スリープ・ケース仕様。本作は前作に続きCD EXTRA仕様となっている。

## 収録曲
1. 恋のジェリーフィッシュ
  - 作詞：吉川晃司・Jam／作曲：吉川晃司／編曲：吉川晃司・菅原弘明
2. JUSTICE
  - 作詞・作曲：吉川晃司／編曲：吉川晃司・菅原弘明
3. TOKYO CIRCUS VS PRETTY DOLL "トリッキー" MIX
  - 作詞・作曲・編曲：吉川晃司／Remix：坂元達也
4. 恋のジェリーフィッシュ（Original instrumental）

## 収録アルバム
- 恋のジェリーフィッシュ
  - Jellyfish & Chips（2003年）（アルバム・ヴァージョンで収録）
  - BEST BEST BEST 1996-2005（2005年）
  - SINGLES+（2014年）
- JUSTICE
  - B-SIDE+（2014年）
- TOKYO CIRCUS VS PRETTY DOLL "トリッキー" MIX
  - Thank You 初回限定盤『LIVE GOLDEN YEARS 20th』（2004年）（ライブバージョンで収録）